# جورجي هريستوف (لاعب كرة قدم)
جورجي هريستوف هو لاعب كرة قدم بلغاري في مركز الوسط، ولد في 15 أغسطس 1978 في بلغاريا. لعب مع نادي بيروي ستارا زاغورا.

## وصلات خارجية
- جورجي هريستوف (لاعب كرة قدم) على موقع قاعدة بيانات كرة القدم.إي يو (الإنجليزية)